# Kazimierz Turno
Kazimierz Turno herbu Trzy Kotwice (ur. 25 listopada 1778 w Głubczynie, zm. 8 listopada 1817 w Dobrzycy) – generał brygady armii Księstwa Warszawskiego, odznaczony w Księstwie Warszawskim Krzyżem Kawalerskim Orderu Virtuti Militari.

## Życiorys
Syn stolnika kaliskiego Jana Turno (zm. 1792) i Korduli z Gorzeńskich Turnowej (1737–1816), miał siostry Ludwikę (1759–1826) i Katarzynę (1769–1800) oraz brata Adama (1775–1851), oficera w Armii Księstwa Warszawskiego, który pozostawił po sobie prowadzony przez wiele lat, znakomicie dokumentujący ówczesną epokę i często wykorzystywany przez badaczy "Dziennik", przechowywany obecnie w Ossolineum.
W 1801 r. poślubił Helenę z Rogalińskich herbu Łodzia, kasztelankę międzyrzecką, z którą miał syna Jana Napoleona (1806-1821) i pięć córek: Augustynę (1802–1881), Józefatę (ur. 1803), Kordulę (1807–1876), Donatę (1808–1876) i Amelię (ur. 1811). Jego wnukiem był Kazimierz Raszewski.
Służbę wojskową rozpoczął w 1803 w armii pruskiej, adiutant księcia Fryderyka Augusta. Od 1806 w Wojsku Polskim. Własnym kosztem wystawił 5 pułk strzelców konnych, którym dowodził jako pułkownik do 1810. W kampanii 1807 odznaczył się w bitwie pod Toruniem, a następnie szarżował na czele pułku przeciw armii rosyjskiej w bitwie pod Frydlandem, gdzie został ranny i otrzymał Krzyż Kawalerski Orderu Legii Honorowej.
W kampanii 1809 walczył pod Górą, odznaczył się przy zdobywaniu Sandomierza i pod Wrzawami. W 1810 otrzymał awans na generała brygady i został mianowany adiutantem króla saskiego i księcia warszawskiego Fryderyka Augusta oraz dowódcą wojskowym departamentu kaliskiego.
W wyprawie moskiewskiej (1812) dowódca 29 Brygady Jazdy Dywizji gen. Aleksandra Rożnieckiego w IV Korpusie Rezerwowym Kawalerii gen. Marie Victora Nicolasa de Fay de La Tour Maubourga. Odznaczył się w bitwie pod Mirem, w czasie walk odwrotowych spod Moskwy został ciężko ranny w bitwie nad Berezyną. W kampanii 1813 dowódca brygady w VIII Korpusie Wielkiej Armii. W Dreźnie został uroczyście odznaczony Krzyżem Oficerskim Orderu Legii Honorowej. Wraz z królem saskim dostał się do niewoli pod Lipskiem.
W 1815 otrzymał od niego Krzyż Komandorski z Gwiazdą Orderu św. Henryka.
W 1816 odziedziczył po wuju, gen. Augustynie Gorzeńskim (bracie Korduli z Gorzeńskich Turnowej) dobra dobrzyckie. Już w roku następnym zmarł w Dobrzycy wskutek ran odniesionych nad Berezyną.
Był członkiem loży wolnomularskiej Bracia Zjednoczeni w 1808 roku, członek loży Français et Polonais Réunis.